# Ischnoptera serrana
Ischnoptera serrana är en kackerlacksart som beskrevs av Rocha e Silva och João de Carvalho e Vasconcellos 1987. Ischnoptera serrana ingår i släktet Ischnoptera och familjen småkackerlackor. Inga underarter finns listade i Catalogue of Life.